# يرسينية ألدوفية
يرسينية ألدوفية (الاسم العلمي: Yersinia aldovae) هي نوع من البكتيريا تتبع جنس اليرسينية من فصيلة الأمعائيات.